# Taiwo Rafiu
Taiwo Fausat Rafiu (Tinubu, 18 giugno 1972) è un'ex cestista nigeriana.

## Carriera
Con la Nigeria ha disputato i Giochi olimpici di Atene 2004.